# Ковальский, Тадеуш (учёный)
Таде́уш Ян Кова́льский (пол. Tadeusz Jan Kowalski; 21 июня 1889, Шатору, Франция — 5 мая 1948, Краков, Польша) — польский тюрколог, арабист и иранист. Профессор Ягеллонского университета, член Польской академии наук.

## Биография
Тадеуш Ян Ковальский — сын польских эмигрантов Теофила Ковальского и Казимиры Ковальской (урождённой Кушпечиньской), проживал во Франции до 1894 года. Посещал гимназию Св. Анны в Кракове, в 1907—1911 годах изучал арабистику в Венском университете. Совершенствовал свои знания в Страсбургском и Кёльнском университетах в 1911—1912 гг.
Защитил учёную степень доктора в Вене в 1911 году по работе «Культура ислама». Стал ассистентом в Институте Ориенталистики в Вене.
В 1914 году на основании работы «Der Divan des Kais ibn al Hatun» нострифицировал полученную докторскую степень в Ягеллонском университете, и стал доцентом на семинарии восточной филологии.
Начиная с 1919 года занимал должность экстраординарного профессора (był profesorem nadzwyczajnym) и руководил кафедрой восточной филологии, а начиная с 1922 года занимал должность ординарного профессора (był profesorem zwyczajnym). Ковальский трижды побывал в научных экспедициях в Турции (1923, 1929 и 1936 гг.), а в 1937 г. посетил румынскую Добруджу, с целью собрать материал по диалекту местных татар.

## Период Второй мировой войны
В начале Второй мировой войны, наряду с прочими работниками Ягеллонского университета, был арестован по т. н. делу Sonderaktion Krakau (англ.) и заключён в тюрьме г. Кракова, а после — во Вроцлаве и далее — в гитлеровском концлагере Заксенхаузен. Находясь в лагере, организовал изучение турецкого языка и научные дискуссии. Был освобождён из лагеря в феврале 1940. В поздний период оккупации работал служащим в Ягеллонской библиотеке, где оберегал ценные сборники документов.
После окончания войны возвратился к преподаванию в университете, в том числе и курсов по истории литературы, арабскому языку, персидскому языку. Но главным объектом его научных интересов по-прежнему оставалась тюркская филология. Весьма значимыми оставались связи Ковальского с Турцией. Во-первых, он являлся автором первого в мире словаря анатолийского диалекта турецкого языка. Во-вторых, после освобождения из лагеря турецкое правительство организовало возможность безопасного переезда учёного из Польши в Турцию, Стамбул. Турецкая дипломатия активно участвовала в переговорах с немецкими властями по поводу его освобождения из лагеря и даже официально объявило его студентом Стамбульского университета. Однако до окончательного выезда не дошло, несмотря даже на достигнутое соглашение и подготовку железнодорожного сообщения из Кракова в Стамбул, с пересадкой в Вене, поскольку Ковальский опасался, что по окончании войны его могут обвинить в предательстве.

## Участие в жизни научного сообщества
Тадеуш Ковальский активно участвовал в жизни научного сообщества:
- 1927 — член-корреспондент Польской Академии Наук
- 1932 — действующий член Польской Академии Наук
- 1936—1939 годах — секретарь I отдела Польской Академии Наук
- 1939 — генеральный секретарь Польской Академии Наук.

Эта деятельность была прервана началом войны. В комиссии Академии востоковедения исполнял обязанности секретаря в 1918—1935 годах. Также, начиная с 1935 года занимал должность директора издательства, редактировал периодическое издание «Prace Komisji Orientalistycznej PAU».
Кроме того, работал в таких организациях:
- Польское востоковедческое общество (Polskie Towarzystwo Orientalistyczne) (начиная с 1923 года был его членом, а начиная с 1957 года — председателем)
- Польское языковедческое общество (Polskie Towarzystwo Językoznawcze)
- Общество любителей польского языка (Towarzystwo Miłośników Języka Polskiego).

Также являлся членом нескольких зарубежных научных обществ:
- Финно-угорского общества в Хельсинки
- Научного общества в Дамаске
- Общества востоковедов в Праге
- Этнографического общества в Стамбуле
- Научного общества в Будапеште

В 1932 году участвовал в Международном конгрессе востоковедов в Лейдене.

## Научные достижения
Был признан одним из наиболее продуктивных польских востоковедов за вклад в изучение турецкой, арабской и персидской литературы, фольклора, языка и истории. Проводил исследования по творчеству Омара Хайама. Интересовался связями польской и восточных литератур. Совместно с Йозефом Выдавичем в 1946 году подготовил критический очерк («Донесения Ибарима ибн Якуба из путешествия в славянские края») «Relacji Ibrahima ibn Jakuba z podróży do krajów słowiańskich». В числе его учеников выделяются арабист Юзеф Белявский и Ананияш Зайончковский.
Перу Ковальского принадлежит более 200 трудов, в том числе:
- Ze studiów nad formą poezji ludów tureckich Архивная копия от 5 августа 2016 на Wayback Machine (1921)
- Arabowie i Turcy w świetle źródeł (1923)
- Turcja powojenna (1925)
- W sprawie zapożyczeń tureckich w języku polskim (1928)
- Karaimische Texte im Dialekt von Troki (1929)
- Próba charakterystyki twórczosci arabskiej (1933)
- Na szlakach islamu (1935)
- Zagadnienie liczby mnogiej w językach tureckich (1936)
- Próba charakterystyki ludów tureckich (1946)
- Studia nad «Shah-name» (1952—1953, 2 tomy)

## Семья
Сын Тадеуша Ковальского — Казимир Ковальский (1925—2007) — известный палеозоолог, член Польской Академии Наук, а в 1994—2001 — председатель Польской Академии Искусств.